# Gustav Mützel
Gustav Ludwig Heinrich Mützel (7 de Dezembro de 1839 – 29 de Outubro de 1893) foi um artista alemão que ganhou reconhecimento através de suas pinturas de pássaros e mamíferos.
Filho do pintor Heinrich Mützel e de Luise Pauline Friedrichs, Gustav fez ensino médio em uma escola francesa que residia na Alemanha. Aos 18 anos, ele começou a estudar na Academy of Art e se tornou um seguidor do pintor Eduard Daege.
Aos 26 anos - no dia 1 de Novembro de 1865 -, Mützel casou com Anna Schönherr em Berlim e teve seus filhos Hans, Walter e Gertrud. Se tornou fotógrafo oficialmente quando morava em Königsberg. Em 1870, teve que se mudar para Berlim para acompanhar os desenvolvimentos da indústria da fotografia.
Mützel começou a fazer ilustrações após a Guerra Franco-Prussiana. Algumas de suas pinturas estiveram na segunda edição de Thierleben, um livro de Alfred Edmund Brehm’s e no livro The Royal Natural History, de Richard Lydekker’s.
Uma das ilustrações mais famosas do pintor foi a ilustração de um chimpanzé, onde ele adiciona uma nota para esclarecer que fez o desenho através da observação direta do comportamento do animal, e não por fotografias ou ilustrações.
A curiosidade de Mützel o levou a participar da Sociedade Alemã de Ornitologia -onde contribuiu com diversas ilustrações-, da Sociedade Germânica de Antropologia, Etnologia e Pré-História e da Associação dos artistas de Berlim. De pouco em pouco, o pintor foi ganhando reconhecimento por seus estudos e ilustrações, e foi premiado como membro honorário do The Nießen'sche Choral Society.
Gustav Mützel faleceu no dia 29 de Outubro de 1893, com 54 anos, em sua casa, por uma doença cardíaca e problemas renais. O pintor foi enterrado em um cemitério em Mariendorf, Berlim.

## Galeria

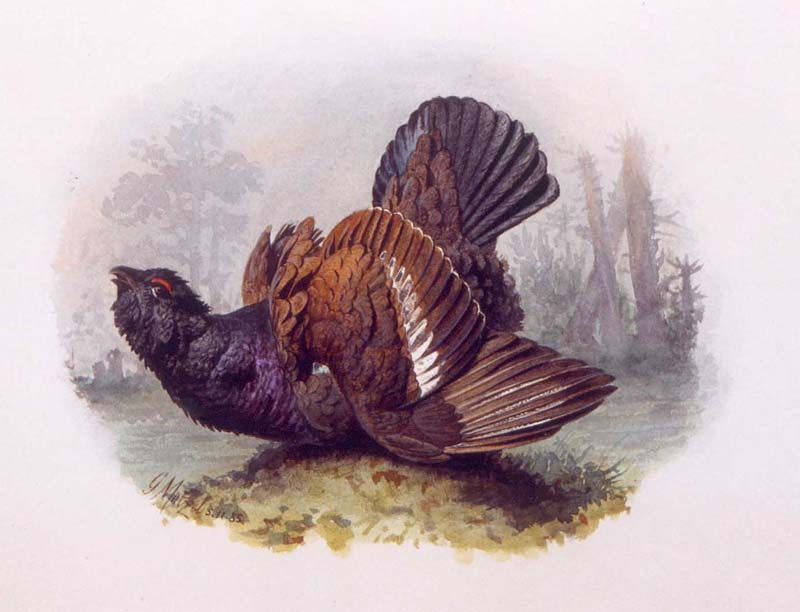
Auerhahn por Mützel
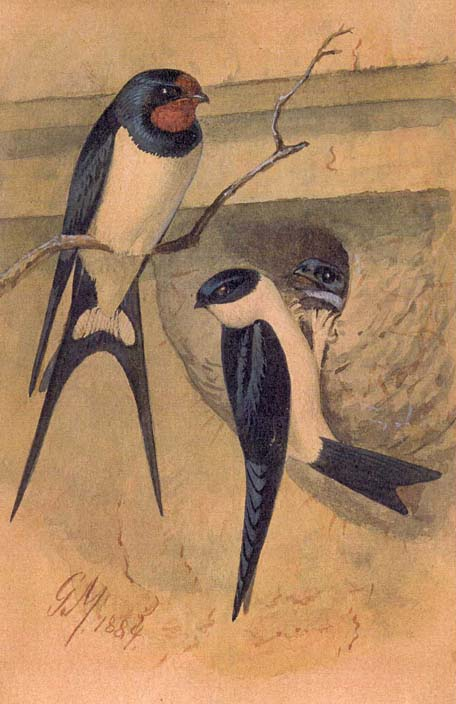
Schwalben por Mützel